# Rauma óvárosa
A Finnország nyugati tengerpartján fekvő Rauma óvárosa (finnül Vanha Rauma) szépen képviseli a faházakból álló skandináv városok arculatát, ezért 1991-ben az UNESCO felvette a világörökség-listára. A felvételt az indokolta, hogy a skandináv országokban ez a középkorból fennmaradt legnagyobb és egyben legegységesebb, faházakból álló városrész.
Rauma 1442-ben kapott városi jogot. A raumai óváros jellemzői a különböző korú egyszintes faépületek, a részben még a középkorból fennmaradt utcaszerkezet ugyanúgy, mint a mai aktív városi közösség korunknak megfelelő lakásokkal, üzletekkel és szolgáltatásokkal. Rauma óvárosa ma is lakott, több mint 600 lakosa van. A csaknem 30 hektáros terület legrégebbi házai az 1700-as évek elején épültek. A középkori múltra emlékeztetnek a keskeny, kanyargós utcák és közök, valamint a szabálytalan alakú telkek. A terület központja az élénk és színes életet élő piactér, ahol csaknem 200 kisebb üzlet található.    

Rauma címere

Az óváros történelmi jelentőségű arculata az 1900-as évek elején alakult ki. A város maga továbbterjeszkedett, de a régi városrész változatlanul megmaradt. A városrendezési tervekben 1960 óta különleges szerepet kap ennek a területnek a megóvása, az épületek és környezetük eredeti kinézetének megtartása. A 100-200 éves faszerkezetű házak jelentős részét az utóbbi 30 év alatt restaurálták. A modern, kényelmes élethez tartozó felszereltséggel ellátott házak igen keresettek manapság.

## Látnivalók, nevezetességek
- Szent Kereszt templom (Pyhän Ristin kirkko) ferences rendi épület ( az 1400-as évekből), ma is az egyház aktív használatában.
- Rauma Múzeum (1776), ahol a régmúlt tengeri élet kellékeit, valamint 600 csipkefajtát csodálhatunk meg.
- Marela-ház, mely a hajóácsok és Kirsti-ház, amely a tengerészek emlékháza.
- A Rauma művészház, mely az egyik 1700-as évekből fennmaradt házban található.
- Finnország legkeskenyebb utcácskája (Kitukränn) is itt található.
- Rauma nevezetessége saját nyelvjárása, a rauman giäl.

## Külső hivatkozások
- Rauma-Info - Vanha Rauma Rauma város honlapján Rauma óvárosáról (finnül)
- Rauma óvárosa az UNESCO világörökség honlapján (angolul)